# Episodi di The Nurses (seconda stagione)
La seconda stagione della serie televisiva The Nurses è andata in onda negli Stati Uniti dal 26 settembre 1963 al 25 giugno 1964 sulla CBS.
| nº | Titolo originale                    | Prima TV USA      |
| -- | ----------------------------------- | ----------------- |
| 1  | No Score                            | 26 settembre 1963 |
| 2  | Show Just Cause Why You Should Weep | 3 ottobre 1963    |
| 3  | Escape Route                        | 10 ottobre 1963   |
| 4  | The Gift                            | 17 ottobre 1963   |
| 5  | Strike                              | 24 ottobre 1963   |
| 6  | The Horn of Plenty                  | 31 ottobre 1963   |
| 7  | The Helping Hand                    | 7 novembre 1963   |
| 8  | Ordeal                              | 14 novembre 1963  |
| 9  | The Guilt of Molly Kane             | 21 novembre 1963  |
| 10 | The Unwanted                        | 28 novembre 1963  |
| 11 | Disaster Call                       | 5 dicembre 1963   |
| 12 | To Spend, to Give, to Want          | 12 dicembre 1963  |
| 13 | The Witch of the East Wing          | 19 dicembre 1963  |
| 14 | Rally Round My Comrades             | 26 dicembre 1963  |
| 15 | The Seeing Heart                    | 2 gennaio 1964    |
| 16 | Credo                               | 9 gennaio 1964    |
| 17 | The Rainbow Ride                    | 16 gennaio 1964   |
| 18 | The Intern Syndrome                 | 23 gennaio 1964   |
| 19 | Is There Room for Edward?           | 30 gennaio 1964   |
| 20 | The Roamer                          | 6 febbraio 1964   |
| 21 | Nurse Is a Feminine Noun            | 13 febbraio 1964  |
| 22 | The Imperfect Prodigy               | 20 febbraio 1964  |
| 23 | For the Mice and the Rabbits        | 27 febbraio 1964  |
| 24 | Climb a Broken Ladder               | 12 marzo 1964     |
| 25 | The Forever Child                   | 19 marzo 1964     |
| 26 | A Kind of Loving                    | 2 aprile 1964     |
| 27 | The Leopard Killer                  | 9 aprile 1964     |
| 28 | Gizmo on the EEG                    | 16 aprile 1964    |
| 29 | The Human Transaction               | 23 aprile 1964    |
| 30 | To All My Friends on Shore          | 7 maggio 1964     |
| 31 | White on White                      | 14 maggio 1964    |
| 32 | A Postcard from Yucatan             | 21 maggio 1964    |
| 33 | The Bystanders                      | 28 maggio 1964    |
| 34 | Where Park Runs into Vreeland       | 11 giugno 1964    |
| 35 | The Warrior                         | 18 giugno 1964    |
| 36 | The Love of a Smart Operator        | 25 giugno 1964    |

## No Score
- Prima televisiva: 26 settembre 1963

### Trama
- Guest star: Susan Oliver (Sarah Styles), Lincoln Kilpatrick (Will), J. D. Cannon (dottor McAllister), Don Gordon (Lenny Styles), Milt Kamen (Doc), Jack Ragotzy (agente antidroga)

## Show Just Cause Why You Should Weep
- Prima televisiva: 3 ottobre 1963

### Trama
- Guest star: Anne Seymour (Mrs. Webb), Zachary Scott (James Breden), Robert Dryden (dottor Twomey), Barnard Hughes (Harold Myle), Judson Laire (Tom Henry), Linda Lavin (Doris Ilon), Margaret Phillips (Beth Cooper), Ford Rainey (Walter Cooper), Carol Veazie (Mrs. Braylis)

## Escape Route
- Prima televisiva: 10 ottobre 1963

### Trama
- Guest star: Murray Hamilton (Harry Reed), Viveca Lindfors (Mrs. Borman), Barry Morse (Maurice Borman)

## The Gift
- Prima televisiva: 17 ottobre 1963

### Trama
- Guest star: Anne Meacham (Claire Luskin), Lee Grant (Doris Kelly), Dorothy Blackburn (Kathryn Luskin), Robert Webber (Arthur Luskin)

## Strike
- Prima televisiva: 24 ottobre 1963

### Trama
- Guest star: Sylvia Short (Ann Cutler), Maria Reid (Teresa), Val Avery (Charman Tompkins), Margaret Barker (Mrs. Roebuck), Norma Crane (Lois Carpenter), Clifton James (Lou Cutler), Judson Laire (Tom Henry), Kathleen Maguire (infermiera Ayres), Dorothy Patten (Mrs. Gould), Peter Turgeon (Hunt)

## The Horn of Plenty
- Prima televisiva: 31 ottobre 1963

### Trama
- Guest star: Peter Mark Richman

## The Helping Hand
- Prima televisiva: 7 novembre 1963

### Trama
- Guest star: Sada Thompson (Mrs. Mitchell), Martin Garner (Kurawicz), Joe De Santis (Robertson), Ralph Dunn (Hopgood), Michael Tolan (dottor Somers)

## Ordeal
- Prima televisiva: 14 novembre 1963

### Trama
- Guest star: Larry Gates (dottor Wakeman), Brandon De Wilde (Paul Marker), Edward Binns (dottor Anson Kiley), Stephen Brooks (dottor Ned Lowry), Jan Miner (Mrs. Harmon)

## The Guilt of Molly Kane
- Prima televisiva: 21 novembre 1963

### Trama
- Guest star: Frank Overton (dottor Crowell), Richard Mulligan, Lois Nettleton (Molly Kane), Susan Melvin (Carole Kane), Neva Patterson (infermiera Casselli)

## The Unwanted
- Prima televisiva: 28 novembre 1963

### Trama
- Guest star: Percy Rodrigues (Mr. Jackson), Rene Olmeda (Damon Fuentes), Michael Baseleon (poliziotto), Rafael Campos (Damon Fuentes), Vincent Gardenia (Mr. Pulski), Ellen Holly (Helena Fuentes), Jan Miner (Mrs. Harmon), Vivian Nathan (Mrs. Fuentes), Jo Ann Trama (Maria Fuentes)

## Disaster Call
- Prima televisiva: 5 dicembre 1963

### Trama
- Guest star: Tim O'Connor (padre di Dorsher), John McGovern (dottor Wallace), Howard Da Silva (dottor McClendon), William Prince

## To Spend, to Give, to Want
- Prima televisiva: 12 dicembre 1963

### Trama
- Guest star: Paul Larson (dottor McClintock), Richard Kuss (dottor Demler), Alan Bergmann (dottor Cagle), Dana Elcar (dottor Fuller), Bramwell Fletcher (dottor Sidow), Lee Grant (Cleo Tanner), Morgan Sterne (dottor Scarbuti)

## The Witch of the East Wing
- Prima televisiva: 19 dicembre 1963

### Trama
- Guest star: Martin Sheen (Carl), Tom Bosley (Clarence), Rudy Bond (Joe Frisky), Elaine Stritch (Irma Downey)

## Rally Round My Comrades
- Prima televisiva: 26 dicembre 1963

### Trama
- Guest star: Augusta Dabney (Mrs. Denby), Audrey Christie (Mrs. Wilson), Billie Allen (Wilma), Joey Heatherton (Ellen Denby)

## The Seeing Heart
- Prima televisiva: 2 gennaio 1964

### Trama
- Guest star: Sam Gray (David), Paul Mace (David Kaplan), Fritz Weaver (padre Wickford)

## Credo
- Prima televisiva: 9 gennaio 1964

### Trama
- Guest star: Edgar Stehli (Grainger), Rochelle Oliver (Sally Ellis), Bradford Dillman (padre Damien), Warren Finnerty (Killer), Larry Haines, Mercedes McCambridge (Mrs. Chase), John McGovern (dottor Wallace), Morgan Sterne (dottor Amory)

## The Rainbow Ride
- Prima televisiva: 16 gennaio 1964

### Trama
- Guest star: John McGovern (dottor Wallace), Mitchell Jason (Rabbi Bloch), Philip Bosco (Hap Spencer), Geraldine Brooks (Dory Spencer), Arthur Storch (dottor Mavin)

## The Intern Syndrome
- Prima televisiva: 23 gennaio 1964

### Trama
- Guest star: Dana Elcar (dottor Zach Fuller), Sandra Church (Willa Stern), Edward Binns (dottor Anson Kiley), Leo Bloom (Orderly), Gerry Matthews (dottor Everett)

## Is There Room for Edward?
- Prima televisiva: 30 gennaio 1964

### Trama
- Guest star: John Heffernan (prete), Enrique García (Philip de Marino), Mario Alcalde (Cesar de Marino), Harry Bellaver (Chiello), Míriam Colón (Maria Marissa), Carla Pinza (Lilo de Marino)

## The Roamer
- Prima televisiva: 6 febbraio 1964

### Trama
- Guest star: Phil Vandervort (Ben), Florence Stanley (Mrs. Gorman), Stephen Brooks (dottor Ned Lowry), James Edwards (Hudson), Rita Fredricks (receptionist), Steve Hewitt (Freddie), John Lasell (dottor McDermott), Peg Murray (Miss Keller), Kenneth Harvey (compagno di Ben)

## Nurse Is a Feminine Noun
- Prima televisiva: 13 febbraio 1964

### Trama
- Guest star: Helen Stenborg (dottor Lang), Diana Sands (Ollie Sutton), Margaret Barker (Miss Roseburt), Judson Laire (Mr. Henry), Addison Powell (dottor Trask), Harold J. Stone (Elihu Kaminsky)

## The Imperfect Prodigy
- Prima televisiva: 20 febbraio 1964

### Trama
- Guest star: Joan Potter (Mrs. Phipps), Donnie Melvin (Nick Phipps), John Beal (Mr. Henry), Bramwell Fletcher (dottor Solow), Paul McGrath (dottor Coit), Diana Sands (Ollie Sutton)

## For the Mice and the Rabbits
- Prima televisiva: 27 febbraio 1964

### Trama
- Guest star: Kermit Murdock (dottor Sanderson), William Gunn (Mike Harris), Margaret Barker (infermiera), Geraldine Fitzgerald (infermiera Carrie Bruno), Lester Rawlins (dottor Rogers)

## Climb a Broken Ladder
- Prima televisiva: 12 marzo 1964

### Trama
- Guest star: George Segal (dottor Harry Warren), Jack Ragotzy (Fred Nadel), Kathryn Hays (Sheila Warren), Judson Laire (Henry), Salem Ludwig (Sam Allen), Paul Stevens (dottor Creeley)

## The Forever Child
- Prima televisiva: 19 marzo 1964

### Trama
- Guest star: Debbie Palmer (Helena), Chris Month (George), Theodore Bikel (dottor Kralik), Augusta Dabney (Mrs. Manning), Julie Herrod (Amy), Richard Kiley (Manning), Frank Schofield (dottor Torelli)

## A Kind of Loving
- Prima televisiva: 2 aprile 1964

### Trama
- Guest star: William Prince (Charles Vandercourt), Dorrit Kelton, Diana Lynn (Kitty Lee), Arlene Golonka (Terry Krimitz), Frank Schofield (dottor Torelli)

## The Leopard Killer
- Prima televisiva: 9 aprile 1964

### Trama
- Guest star: Leonard Parker (Henry), William Marshall (Octave Mba), Earle Hyman (Buratta), Jackie Price (Paul)

## Gizmo on the EEG
- Prima televisiva: 16 aprile 1964

### Trama
- Guest star: Joe Silver (Mr. Cox), Walter Moulder (dottor Jack Donner), June Harding (Monica James), Boris Tumarin (dottor Zimmerman)

## The Human Transaction
- Prima televisiva: 23 aprile 1964

### Trama
- Guest star: Virginia Gilmore (Edna Sonnenberg), Davey Davison (Carey Sonnenberg), James Daly (dottor David Wicker), Mart Hulswit (dottor Steve Keller)

## To All My Friends on Shore
- Prima televisiva: 7 maggio 1964

### Trama
- Guest star: Helen Stenborg (Lecturer), Sylvia Sidney (Mrs. Sands), Julie Bovasso (Charge Nurse), Will Kuluva (dottor Goodenow), Kenneth LeRoy (tecnico), Susan Melvin (Louisa Sands), Richard Tatro (dottor Ansell)

## White on White
- Prima televisiva: 14 maggio 1964

### Trama
- Guest star: Kevin McCarthy (Peter Malone), Joseph Leon (Simon Hogarth), Arlene Golonka (Terry Krimitz), Barbara Harris (Anna Faye), Gerald Hiken (Frank Foster), Polly Rowles (Mrs. Grossberg)

## A Postcard from Yucatan
- Prima televisiva: 21 maggio 1964

### Trama
- Guest star: Jon Richards (Arthur Devon), Priscilla Morrill (Phyllis Roselli), Charles Aidman (Patrick Devon), Arch Johnson (Eddie Hays), John McMartin (William Devon), Polly Rowles (Mrs. Grossberg)

## The Bystanders
- Prima televisiva: 28 maggio 1964

### Trama
- Guest star: Russell Collins (Fred Miller), Vincent Gardenia (Mr. Thompson), Aline MacMahon (Betty Anderson)

## Where Park Runs into Vreeland
- Prima televisiva: 11 giugno 1964

### Trama
- Guest star: Jan Sterling (Claire Lucas), Jane Rose (Miss Pritchard), Robert Emhardt (dottor Ellison), Richard Hamilton (Mr. Lazzara), Robert Jordan (George), Daniel J. Travanti (dottor Van Houten)

## The Warrior
- Prima televisiva: 18 giugno 1964

### Trama
- Guest star: Georgann Johnson (Carrie Hayes), Peggy Maurer (Sylvia), Leslie Nielsen (sergente Burt Andrews)

## The Love of a Smart Operator
- Prima televisiva: 25 giugno 1964

### Trama
- Guest star: Wallace Rooney (Phillips), Mark Lenard (assistente del procuratore distrettuale Benson), Barbara Barrie (Laura Crane), Roger Boxhill (fotografo), James Broderick (dottor Stanley Cooper), Heywood Hale Broun (Hentley), Paul Burke (Ted Franklin), Mel Stewart (rappresentante giuria)